# 10982 Poerink
A 10982 Poerink (ideiglenes jelöléssel 2672 T-3) a Naprendszer kisbolygóövében található aszteroida. Cornelis Johannes van Houten,  Ingrid van Houten-Groeneveld és Tom Gehrels fedezte fel 1977. október 11-én.